# Ambrosiodmus lecontei
Ambrosiodmus lecontei – gatunek chrząszcza z rodziny ryjkowcowatych i podrodziny kornikowatych.
Gatunek ten opisany został 1915 roku przez Hopkinsa.
Samica ma ciało długości od 2,5 do 3 mm. W częściach opadających pokryw drugi międzyrząd z silnym granulowaniem, a pierwszy bez granulowania. W części dyskowej pokryw punkty na międzyrzędach delikatnie ziarenkowane, trochę zaburzone lub tworzące prawie pojedynczy rządek, a punkty w rzędach grube i głębokie. Szerokość międzyrzędów mniejsza niż półtorej szerokości rzędów.
Ryjkowiec znany z Antyli i Stanów Zjednoczonych, gdzie występuje w Alabamie, na Florydzie i w Luizjanie.